# ユンベル
ユンベル（スペイン語: Yumbel）は、チリ共和国・ビオビオ州ビオビオ県にある都市、基礎自治体(Commune)である。人口は21198人。

## ギャラリー

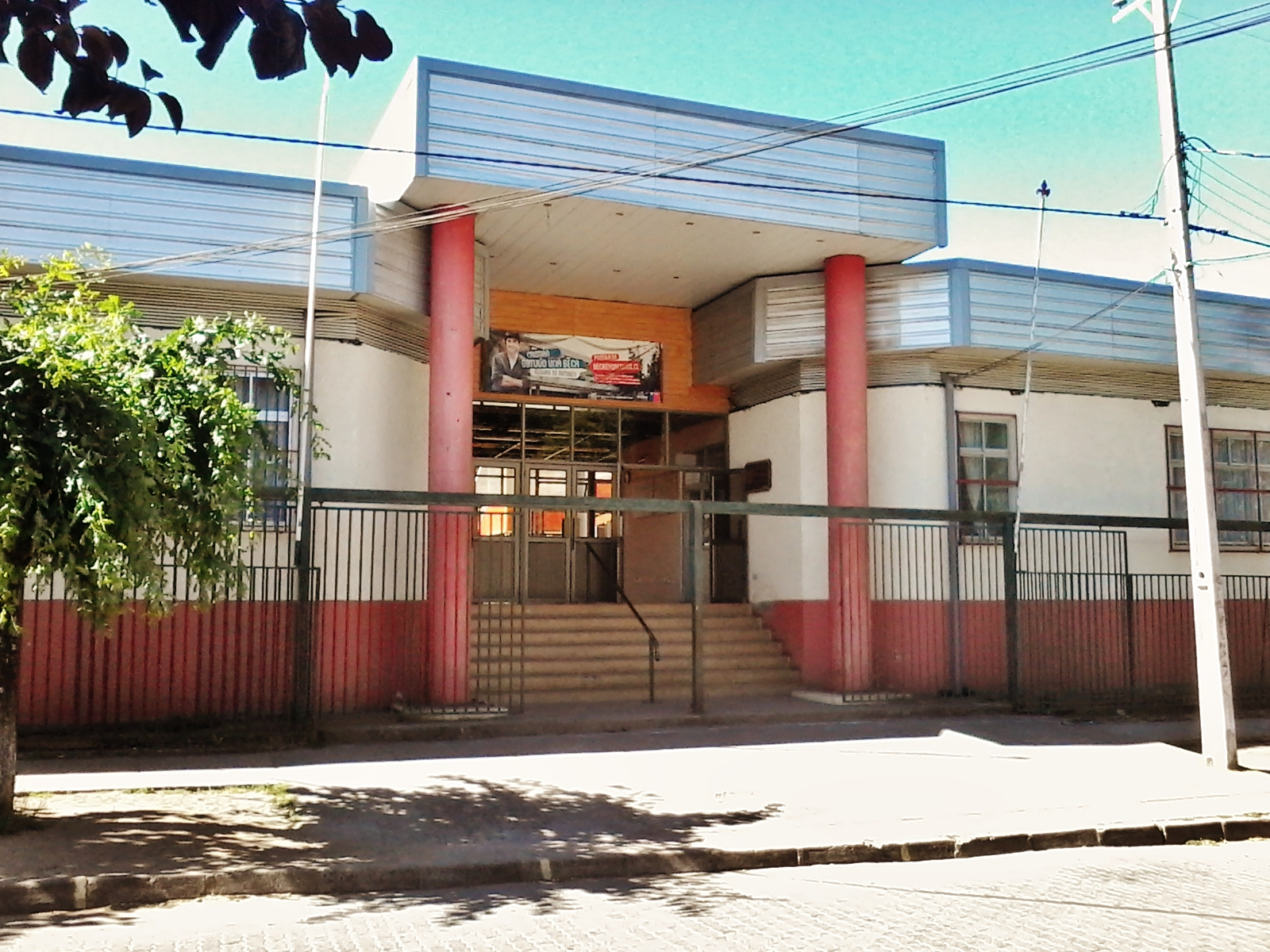
ユンベル・サン・セバスティアン学校
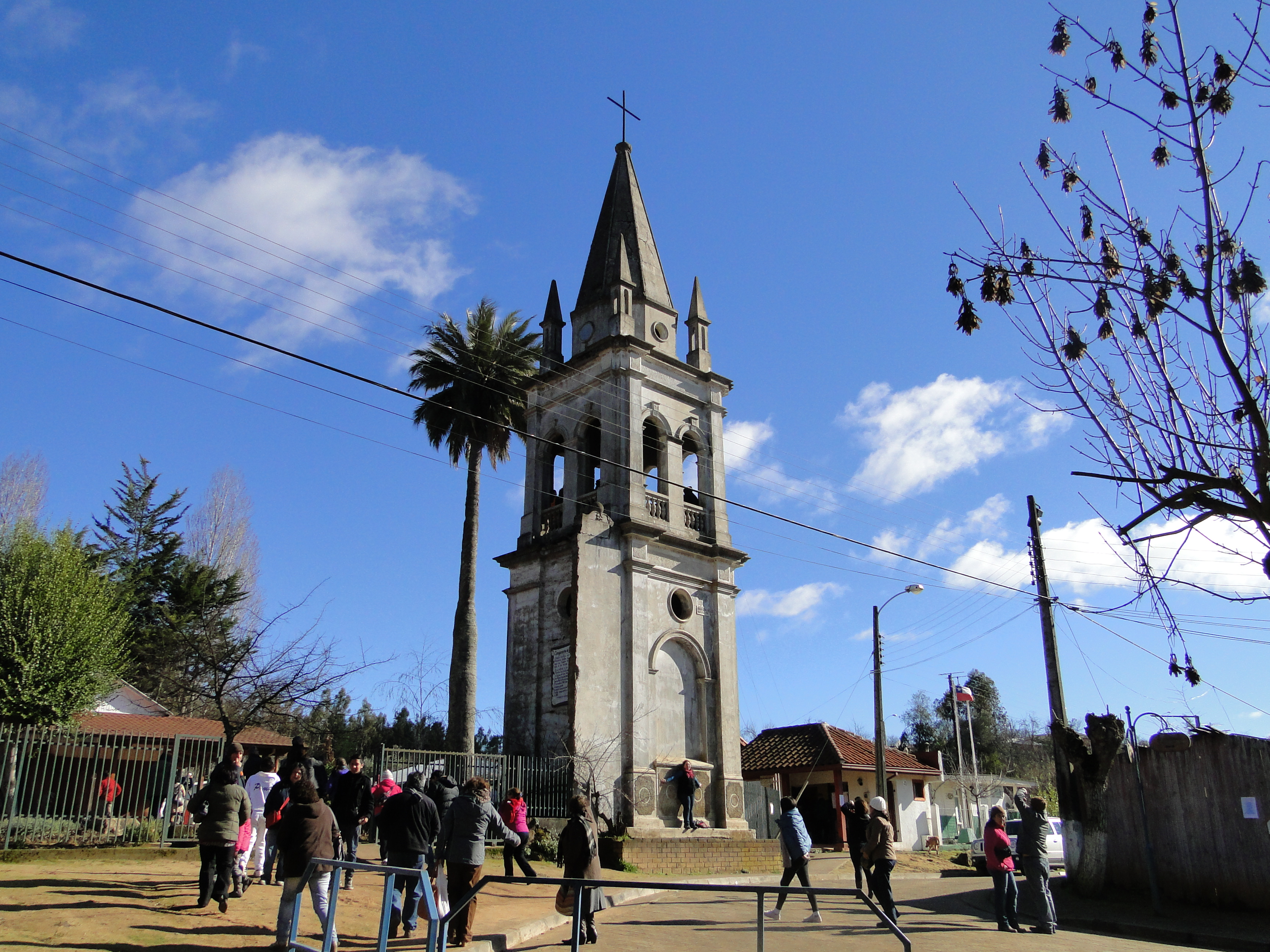
レレ (es)
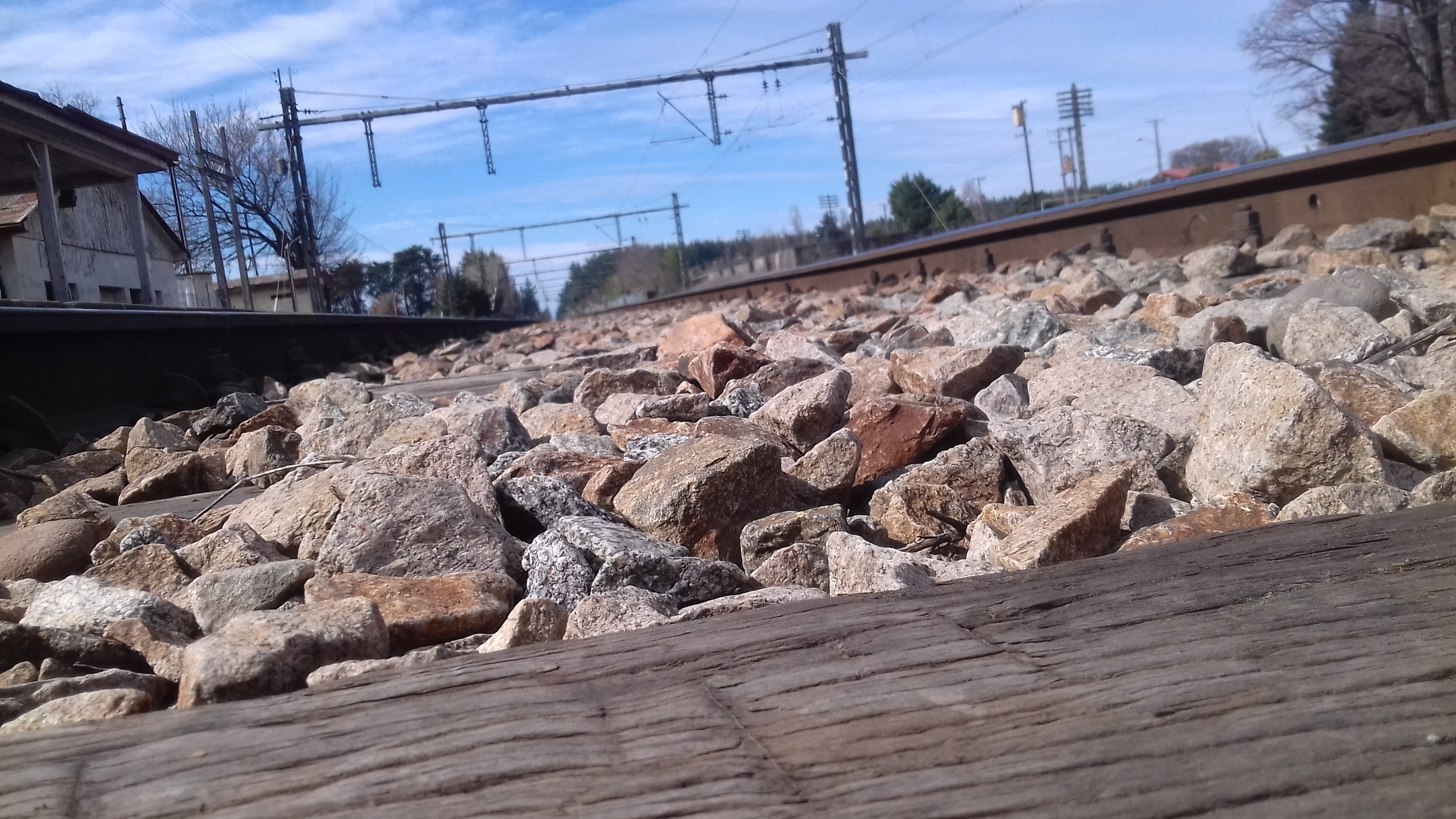
ユンベル駅
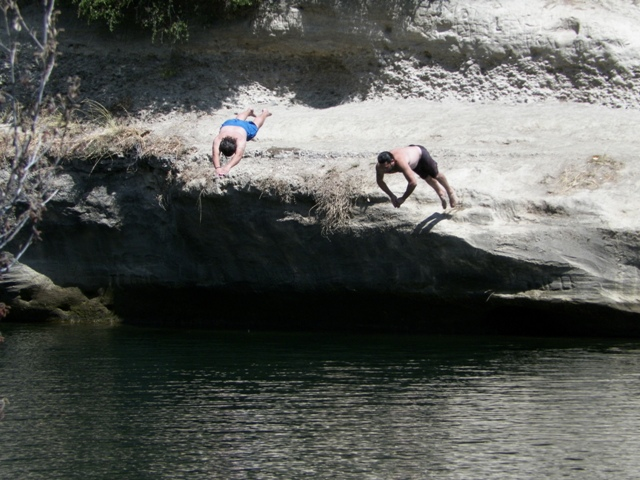
ラ・アグアダ (La Aguada)